# Legrane
Legrane è uno dei tre comuni del dipartimento di Kiffa, situato nella regione di Assaba in Mauritania. Contava 11.867 abitanti nel censimento della popolazione del 2000 e 13.157 nel 2013.